# 朱沃裕
朱沃裕（1952年11月—），香港企业及慈善家。

## 生平
1952年11月出生于香港。畢業於路易斯安那州立大學頒授之會計學學士學位及工商管理學碩士學位。1972年，他正式移民去美國讀書，他於1985年在當地迎娶朱李月華，育有一子。並與配偶在當地拓展房地產生意。1992年，他和配偶跟隨回港發展，成功創辦金利豐證券。2005年成功收購財政問題邁特科技（黃金集團（1031.HK）前身）後，委任董事長，並把澳門君怡酒店與皇家金堡酒店注入本公司內，同時更名為黃金集團。2011年，黃金集團正式更名為金利豐金融集團。根據彭博統計，自2014年至2016 年首九個月，金利豐在香港證劵市場股票配售及包銷商排名中位列第一，同時亦為香港十大併購交易財務顧問之一。
2019年3月7日，證監會展開大規模行動，到金利豐帶走大批文件。

## 社會團體成員
- 仁愛堂總理

## 相關連結
- 朱李月華喜歡新挑戰 （页面存档备份，存于）
- 香港知名人士朱李月華向中科院捐贈獎學、獎教金
- 仁愛堂丙戌／丁亥年董事局交代就職典禮 （页面存档备份，存于）

1. ↑  .   [2019-03-08]. （原始内容存档于2019-06-05）.